# Palacio de la Unidad
El Palacio de la Unidad (en francés: Palais de l'Unité) es el nombre de la residencia del Jefe de Estado de Camerún. Situado en Yaundé, que también alberga la mayor parte de los servicios relacionados con la Presidencia de la República y la Secretaría General de la República.
El residente actual del palacio de la Unidad es Paul Biya, Presidente de Camerún desde el 6 de noviembre de 1982.